# Темний романтизм

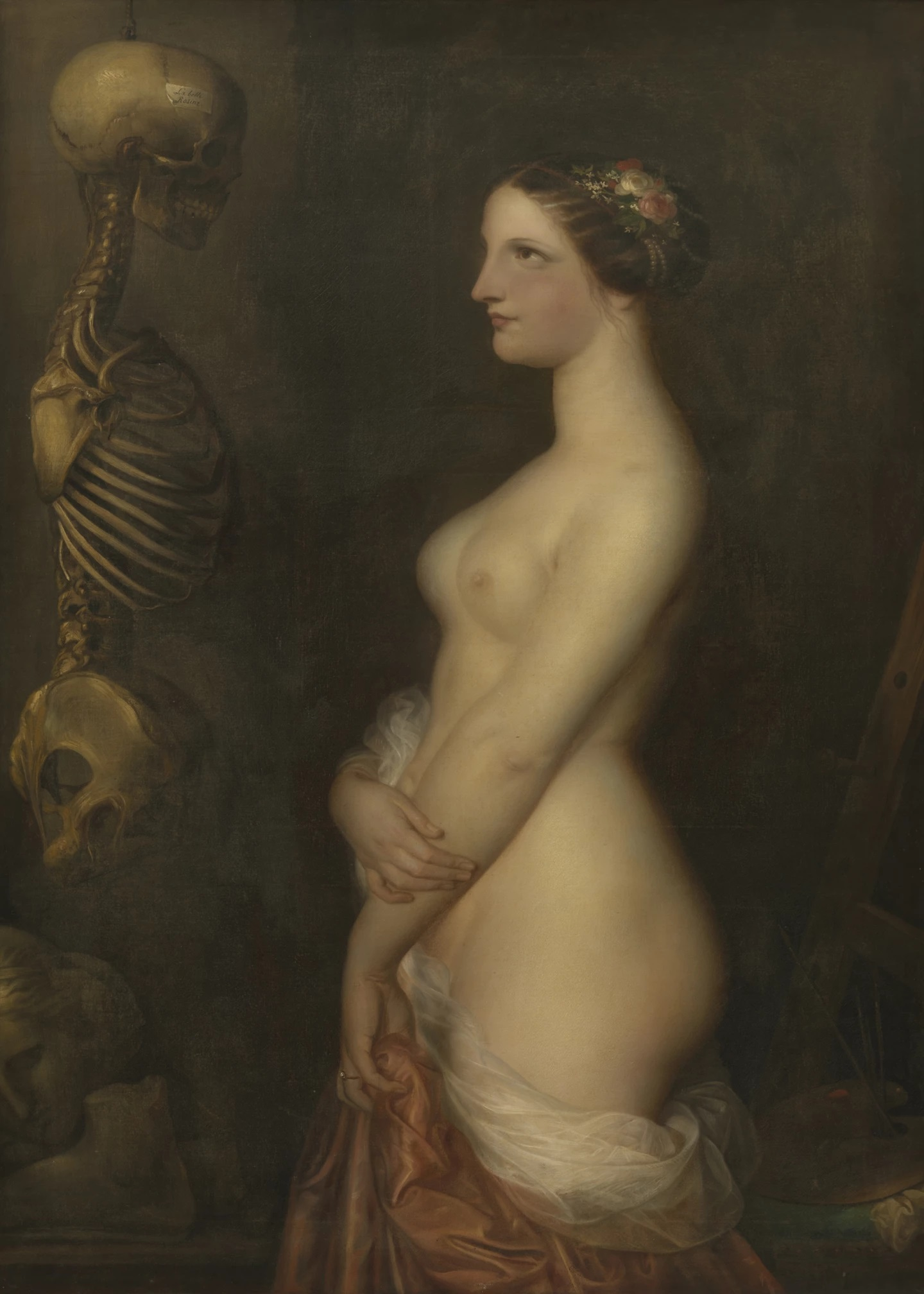
Сексуальність і смерть - два головні мотиви чорного романтизму (Картина Антуана Верца, 1847)

Те́мний романти́зм (також відомий як Готи́чний романти́зм, Негати́вний романти́зм та Чорни́й романти́зм) - літературна підтечія, що виникла в романтизмі наприкінці 18 століття. Темний романтизм охоплює твори літератури та образотворчого мистецтва. Типові мотиви темного романтизму включають надприродні, демонічні, бездонні глибини людської психіки, починаючи від божевілля, еротики, насильства і закінчуючи смертю. Темний романтизм не піддається чіткому визначенню: в деяких контекстах його розглядають як напрям у літературі та мистецтві, який виходить за межі романтичної епохи й вплинув на символізм та фільм жахів.

## Визначення та термінологія
Невідомо, хто саме придумав цей термін, але його популяризував італійський літературознавець Маріо Праз. У своєму дослідженні мотивів романтизму Праз зосередився на темній стороні романтизму і проаналізував такі теми, як смерть, порок, жорстокість і декаданс. Термін "чорний романтизм" не згадується в самому дослідженні Праза, але з'являється як підзаголовок у німецькому перекладі. Цей термін утвердився в літературознавстві завдяки публікації Праза і був підхоплений іншими літературознавцями. Чорний романтизм знайшов своє вираження не лише в літературі, а й в образотворчому мистецтві та музиці. Однак у мистецтвознавстві та музикознавстві цей термін використовується рідше.
Термін "чорний романтизм" також не має чіткого визначення. У літературознавчому словнику чорний романтизм визначається як "ірраціональна тенденція романтизму до надприродного, фантастичного і гротескного", з особливою згадкою про чорний романтизм у вигляді літератури жахів та історій про привидів. Крім того, слід зазначити, що чорний романтизм часто неможливо чітко відрізнити від основної течії романтизму.

## Мотиви
У мистецтві та літературі чорного романтизму використовуються різноманітні мотиви, які зараховують до "нічної сторони" романтизму.

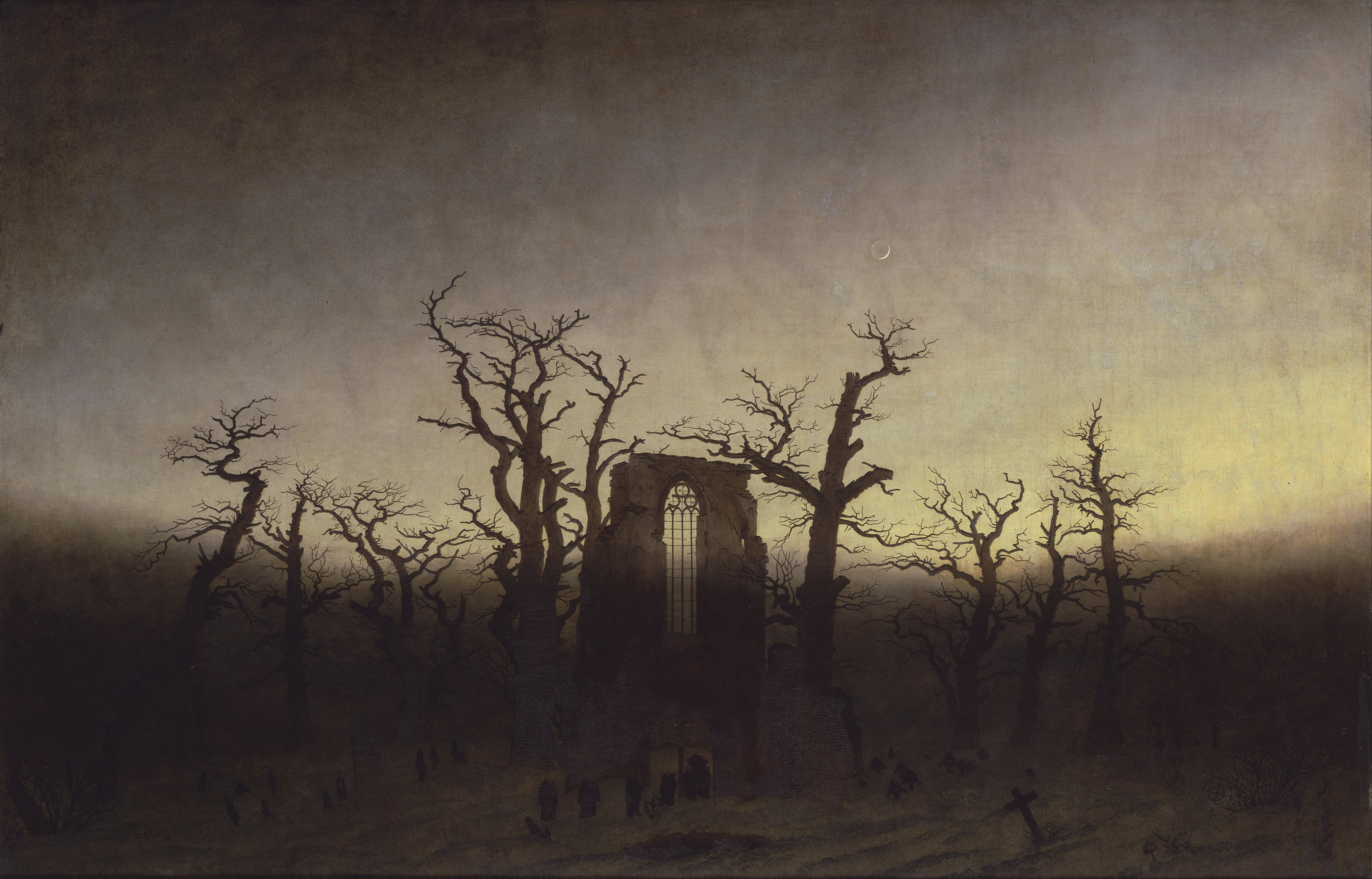
Каспар Давид Фрідріх, Абатство в Дубовому лісі

### Тремтіння, привиди та моторошність
Замки з привидами, монастирі, підземелля, склепінчасті підвали, склепи, будинки з привидами, руїни та кладовища слугують тлом для літератури жахів, наприклад, у готичних романах, таких як "Замок Отранто" Гораса Волпола. Руїни, в тому числі штучні, були в моді в романтичній архітектурі руїн. Романтичні картини зображують моторошні природні явища, такі як бурі, а також пейзажі, занурені в місячне світло або туман, самотні галявини й темні ліси. Одним із художників, який широко використовував ці мотиви у своїй творчості, був Каспар Давид Фрідріх. Відомими прикладами використання Фрідріхом цих темних і тривожних мотивів є картини "Абатство в дубовому лісі" та "Чернець біля моря".
На відміну від Просвітництва, яке звернути увагу на світлі, чорний романтизм представляє ніч і темряву в позитивному світлі. Прикладом такої переоцінки ночі як місця більшого знання та вищої істини є гімни ночі Новаліса.

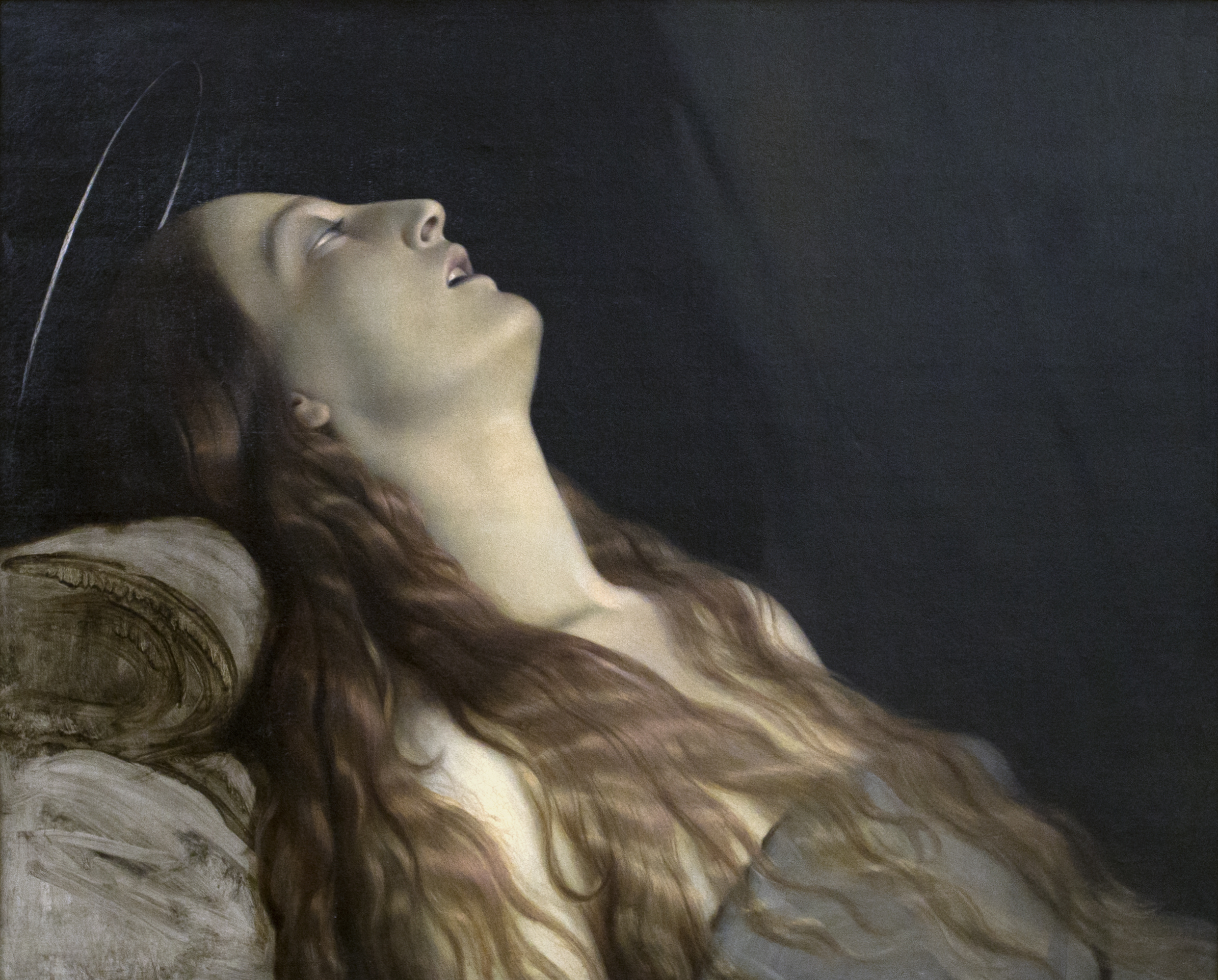
Поль Деларош: Дружина художника Луїза Верне на смертному одрі, Музей витончених мистецтв, Нант

### Страждання, насильство і смерть
Страждання, смерть і занепад також є постійними мотивами чорного романтизму.
Зокрема, французький та іспанський романтизм, як наслідок Французької революції та наступних наполеонівських воєн, бореться зі стражданням і насильством. Франсіско де Гоя, спочатку іспанський придворний художник, іноді асоціюється з романтизмом через свою творчість, яка звертається до насильства і жаху війни, спричиненої військами Наполеона у 1808 році та подальшої Війни за незалежність Іспанії. Його серія гравюр під назвою "Лиха війни" (ісп. Desastres de la Guerra) зображує ці події у тривожній та потужній манері. Тривожна серія картин Гої, відома як "Чорні картини" (англ. Pinturas Negras), є визначним твором чорного романтизму. Вона включає зображення таємничої процесії, відьом та Сатурна, що пожирає своїх дітей, пропонуючи зазирнути в темряву душі.
Мотиви розпаду і смерті також присутні в чорному романтизмі. Розпад і смерть тематизуються в пейзажних картинах із зображенням кладовищ або руїн, як, наприклад, у Каспара Давида Фрідріха. Крім того, смерть слугує мотивом у портретах. Художник Поль Деларош, наприклад, зобразив свою покійну дружину на смертному ложі й сублімував протистояння зі смертю в естетичне переживання для глядача.

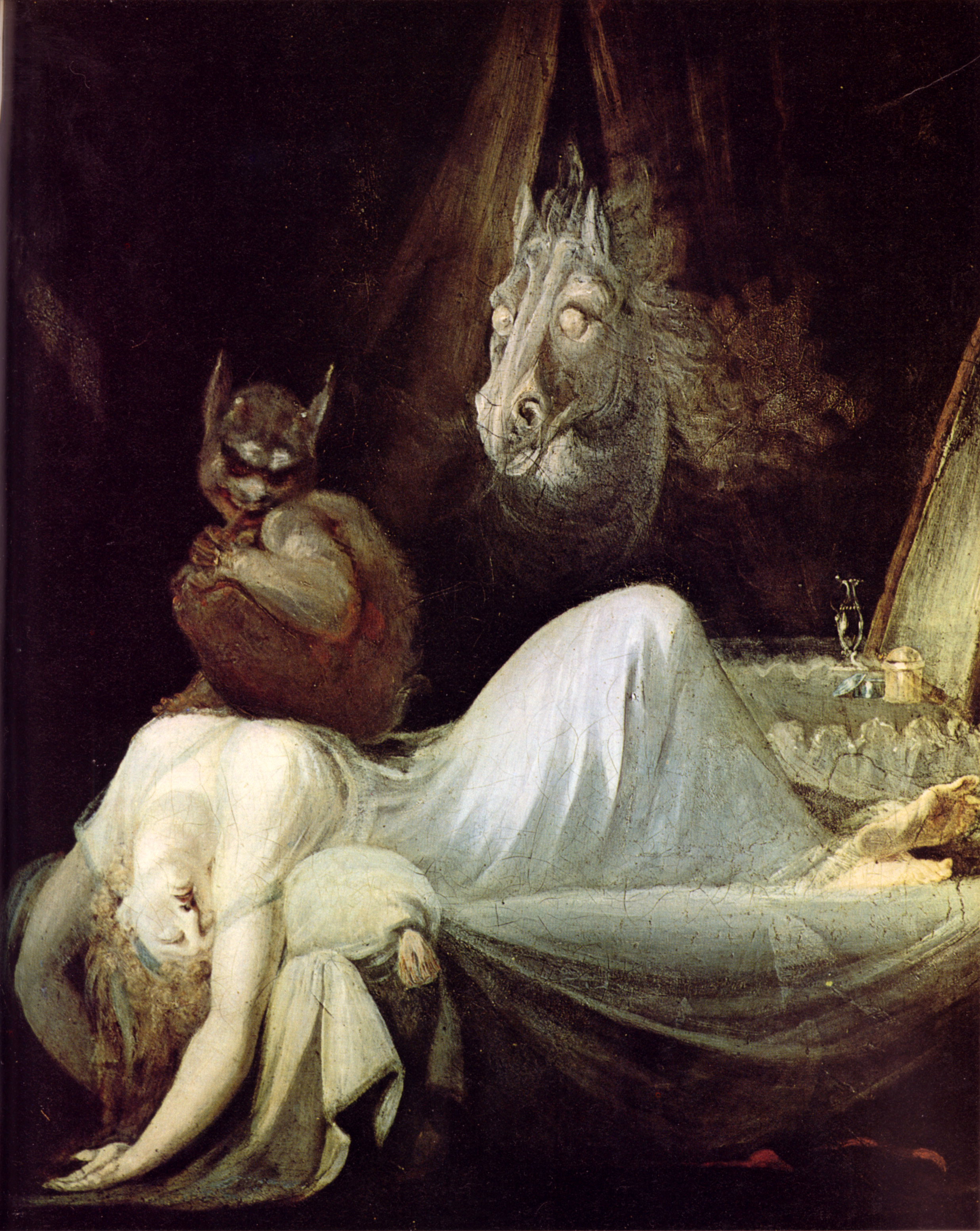
Йоганн Генріх Фюсслі: Кошмар (1802)

### Темний бік психіки
Надія Просвітництва на чисту раціональність і людський розум виявилася неспроможною вже на початку 19 століття. Після закінчення Французької революції оптимістичний погляд на людство був розбитий вдрузки, а інстинктивні та насильницькі аспекти людської природи були знову визнані.
Романтики також присвятили себе дослідженню несвідомого і темної сторони психіки, і не випадково початки психології як науки можна простежити саме в романтизмі. Тому кошмар, незвичний мотив у мистецтві та літературі, є мотивом темного романтизму, наприклад, на картині Йоганна Генріха Фюзелі "Кошмар". Хоча сам Фюзелі навчався відтворювати твори у стилікласицизму, в багатьох мотивах своїх картин він ближчий до романтизму, ніж до класицизму, тому Фюзелі вважається однією з головних постатей темного романтизму.
Незрозумілі явища, такі як сновидіння, телепатія, передчуття та сомнамбулізм, також зацікавили романтичну науку. Громадськість також цікавилася феноменом магнетизму, попередником пізніших гіпнотичних технік. Психологічні екстремальні стани, такі як божевілля, також були в центрі уваги. Цей інтерес до психології та психологічних явищ також знайшов своє відображення в літературі та мистецтві темного романтизму. Наприклад, божевільний, на ім'я Серапіон є персонажем циклу оповідань Ернеста Гофмана "Брати Серапіони". Твір Гофмана був також художньо інтерпретований у живописі, наприклад, художник-романтик Карл Блехен зобразив божевільного головного героя "Еліксирів диявола" Гофмана на картині "Патер Медардус" (англ. Pater Medardus).
Романтики також були зачаровані злом у людині. Літературознавець Маріо Праз вбачає тут вплив поеми Джона Мільтона "Втрачений рай", в якій сатанинське трактується, серед іншого, як занепала краса. Спочатку, здавалося б, злісні типи злочинців, такі як щедрий бандит, почали з'являтися в літературі у 18 столітті, і романтизм також прийняв цей тип, як, наприклад, нестримний, пристрасний шукач пригод Монтоні в "Таємницях Удольфо" (англ. The Mysteries of Udolpho) Енн Редкліфф.

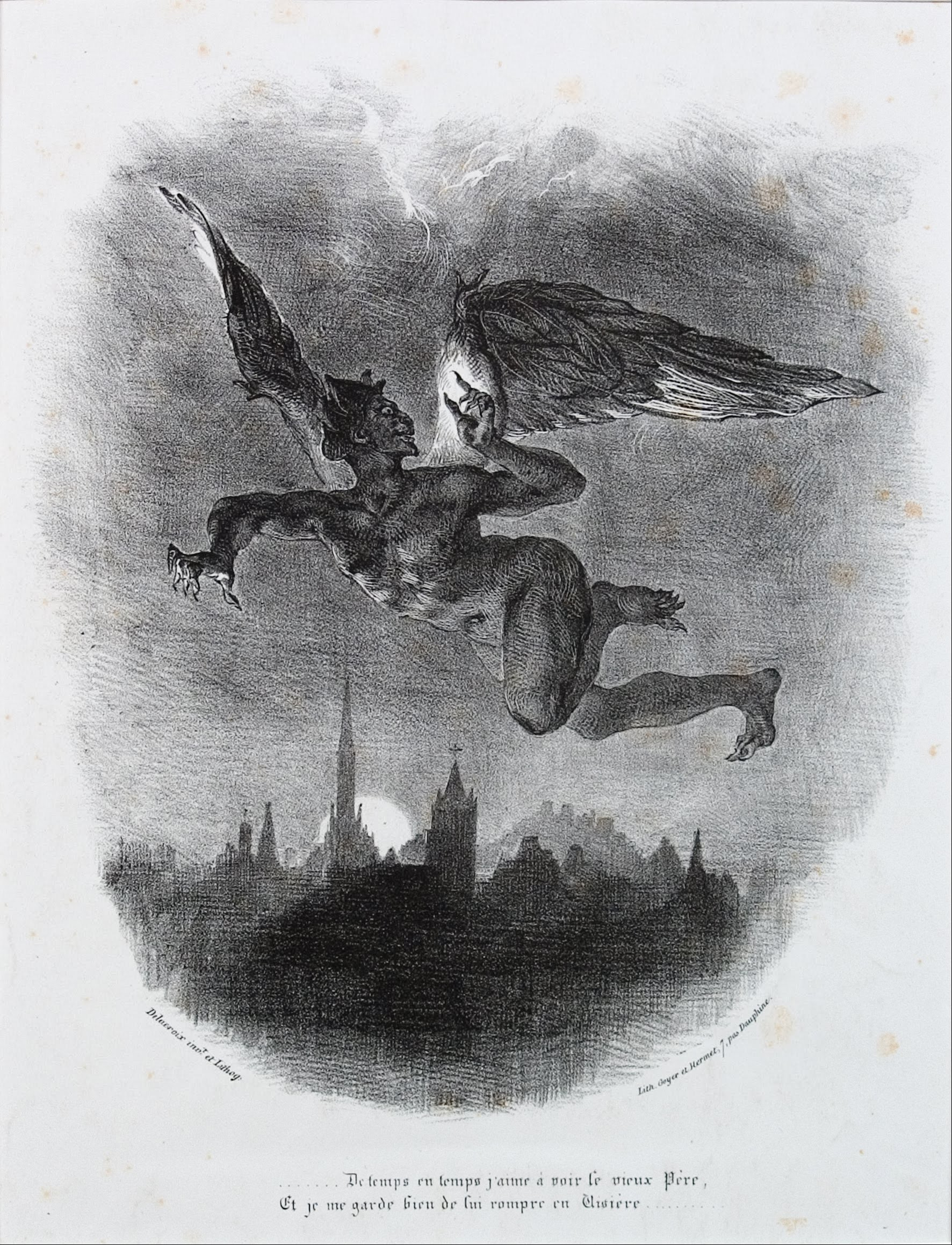
Ежен Делакруа: Мефістофель у повітрі, Музей Штеделя, Франкфурт-на-Майні

### Надприродне та окультизм
Література та мистецтво романтизму також дедалі частіше звертаються до сфери фантастичного. Завдяки романтичному інтересу до казок і легенд, міфічні істоти (такі як ельфи, феї, привиди, демони та перевертні) потрапляють у фокус уваги як мотиви. Романтизм, таким чином, протистояв Просвітництву, яке, наголошуючи на раціональності та науковому прогресі, вважало, що старі забобони щодо надприродного мають бути подолані - ставлення, яке вже здавалося застарілим в епоху романтизму і було поставлене під сумнів романтиками через їхнє дослідження фантастичного та окультного.
У цьому контексті можна побачити інтерес до псевдонауки, парапсихології, алхімії, магії, некромантії, окультизму, сатанізму та чаклунства - усіх явищ того часу, які можна знайти в журналах чи популярній літературі. Одним із показових творів є Gespensterbuch ("Книга привидів"), збірка історій про привидів та дивовижні історії, в якій автори книги використовували та популяризували мотиви та оповіді з народних вірувань. Приклади також можна знайти в романтичній літературі, де міфи та історії з народних забобонів були інкорпоровані та опрацьовані в літературній манері, як, наприклад, у казці Ернеста Гофмана "Шахти Фалунь" (нім. Sage von den Bergwerken von Falun). Так само в моторошній баладі Семюела Тейлора Колріджа "Поема про стародавнього мореплавця" (англ. The Rime of the Ancient Mariner) втілено народне марновірство, згідно з яким альбатрос є священним птахом (і на титулованого мореплавця чекає загибель, якщо він уб'є такого птаха).

### Еротика та моторошне
Як зворотний бік краси, темний романтизм досліджує привабливість макабричного. У літературі описується хворобливий потяг до гротескного і деформованого, що досягає свого піка в естетиці моторошного і жахливого наприкінці 18 століття. Наприклад, поет-романтик Персі Біші Шеллі у своєму вірші "Про Медузу Леонардо да Вінчі" (англ. On the Medusa of Leonardo da Vinci) звертається до чарівного, смертоносного погляду Медузи Леонардо да Вінчі, причому Шеллі підкреслює не жах, а глибоку красу цього об'єкту.
Темний романтизм також заглиблюється в "темний" бік кохання та еротики, включаючи парафілію, садомазохізм і збочення. Цей рух також охоплює архетип фатальної жінки, з демонічними жінками та вампірами, що з'являються в літературі та мистецтві. Прикладом цього є відьма Матильда, яка розкривається як диявольська спокусниця в готичному романі Метью Грегорі Льюїса "Чернець" (англ. The Monk).